# Lancaster (Nueva York)
Lancaster es un pueblo ubicado en el condado de Erie en el estado estadounidense de Nueva York. En el año 2000 tenía una población de 39.019 habitantes y una densidad poblacional de 397.3 personas por km².

## Geografía
Lancaster se encuentra ubicado en las coordenadas 42°54′22″N 78°38′02″O / 42.90611, -78.63389.

## Demografía
Según la Oficina del Censo en 2000 los ingresos medios por hogar en la localidad eran de $48,990, y los ingresos medios por familia eran $59,712. Los hombres tenían unos ingresos medios de $41,501 frente a los $28,049 para las mujeres. La renta per cápita para la localidad era de $21,723. Alrededor del 3.9% de la población estaban por debajo del umbral de pobreza.